# Waggaman
Waggaman é uma Região censo-designada localizada no estado americano de Luisiana, na Paróquia de Jefferson.

## Demografia
Segundo o censo americano de 2000, a sua população era de 9 435 habitantes.

## Geografia
De acordo com o United States Census Bureau tem uma área de 17,0 km², dos quais 14,5 km² cobertos por terra e 2,5 km² cobertos por água.

## Localidades na vizinhança
O diagrama seguinte representa as localidades num raio de 8 km ao redor de Waggaman.